# Xylopteryx anodina
Xylopteryx anodina är en fjärilsart som beskrevs av Claude Herbulot 1984. Xylopteryx anodina ingår i släktet Xylopteryx och familjen mätare. Inga underarter finns listade i Catalogue of Life.